# 梅康圖爾國家公園

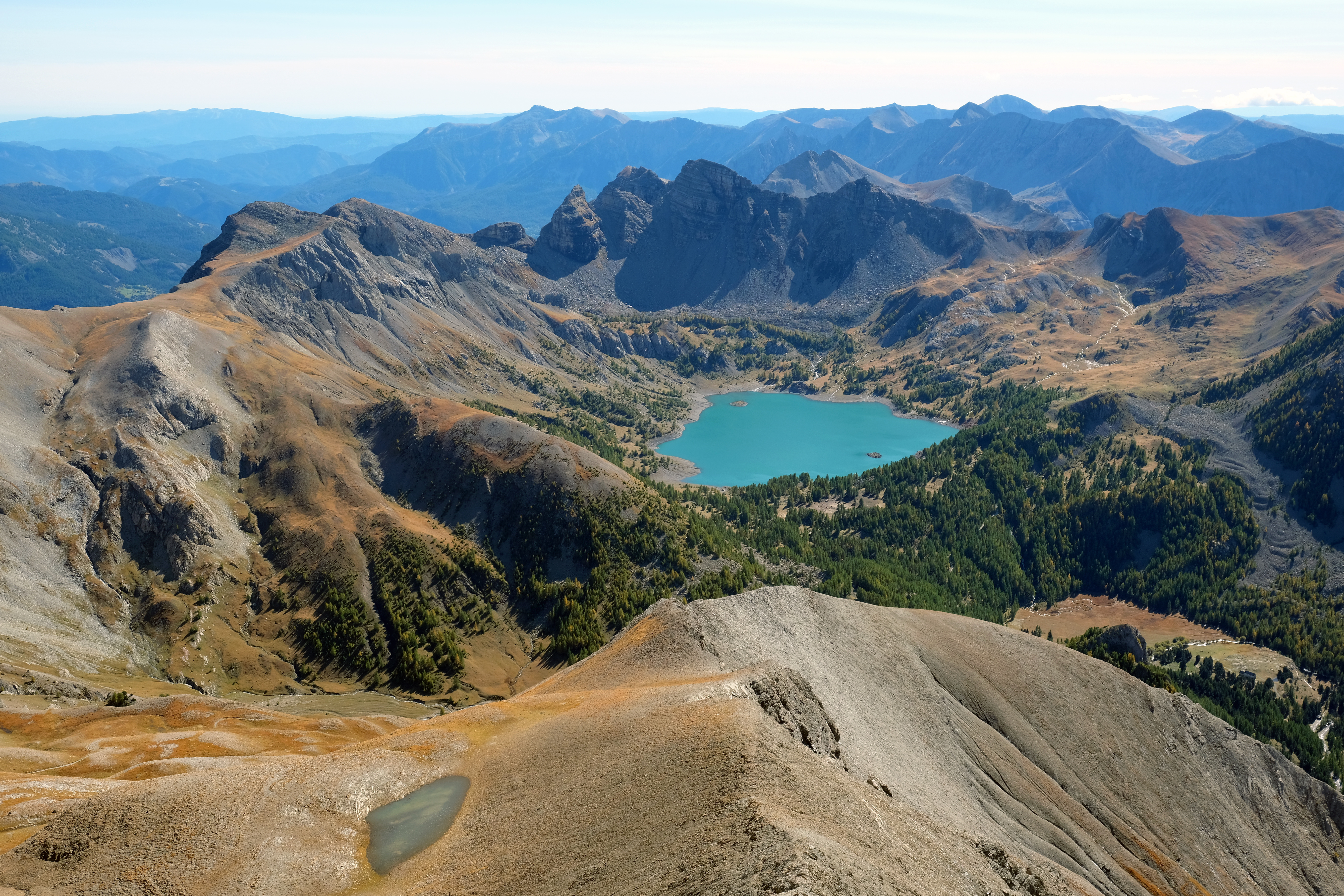

梅康圖爾國家公園（法語：Parc national du Mercantour）是法國的國家公園。自1979年創建以來，梅康圖爾國家公園就是法國最具人氣的國家公園之一，每年都有約80萬遊客到訪這裡。梅康圖爾國家公園位於法國東南部阿爾卑斯山山區，面積685平方公里。包括多條峽谷和村莊，也包括一些無人居住的地區。在國家公園內發現了新石器時代晚期和青銅器時代的遺跡。

## 外部連結
- Official Park website （页面存档备份，存于）